# Winkelcentrum Lelycentre
Lelycentre is een deels overdekt winkelcentrum in de Zuiderzeewijk in de Nederlandse plaats Lelystad. Het is een ontwerp van architect W.W. Buitenweg. 

## Geschiedenis
De officiële opening van het winkelcentrum Lelycentre was op 8 oktober 1970 en werd verricht door de landdrost van het Openbaar Lichaam Zuidelijke IJsselmeerpolders, Will Marie Otto. Het centrum huisvestte toen 34 winkels. In 1967 waren er twee winkelstraten, de Grutterswal en de Koopmansstraat. Toentertijd heette het nog Koopcentrum Lelystad. Op 30 maart 1971 werd hier ook het VVV-kantoor ondergebracht. Destijds was het vernieuwend om winkels in één groot gebouw onder te brengen.

## Links
- Officiële website